# Парчівське сільське поселення
Па́рчівське сільське поселення (рос. Парчевское сельское поселение) — муніципальне утворення у складі Усть-Куломського району Республіки Комі, Росія. Адміністративний центр — село Парч.

## Населення
Населення — 235 осіб (2017, 261 у 2010, 317 у 2002, 314 у 1989).

## Склад
До складу поселення входять такі населені пункти:
| Населений пункт     | Населення, осіб (1989) | Населення, осіб (2002) | Населення, осіб (2010) |
| ------------------- | ---------------------- | ---------------------- | ---------------------- |
| Леб'яжськ, присілок | 128                    | 157                    | 125                    |
| Парч, село          | 186                    | 160                    | 136                    |